# Die Rote Fahne

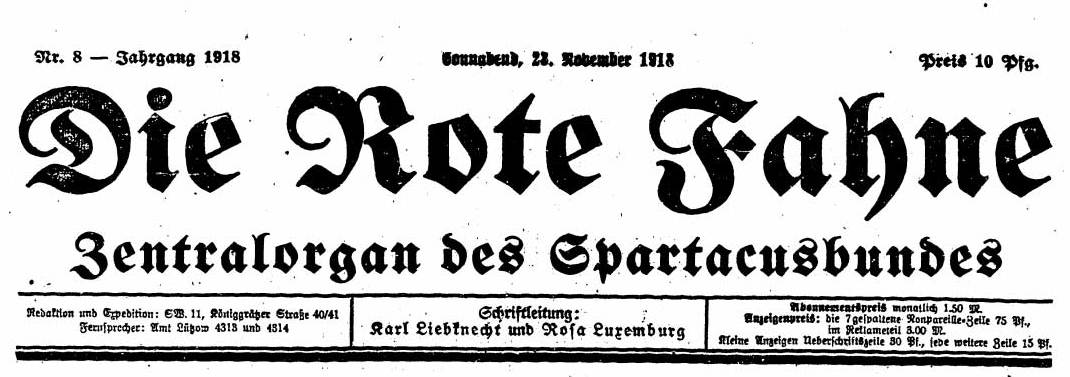
Cabecera de Die Rote Fahne en 1918.

Die Rote Fahne (La Bandera Roja) fue un periódico comunista alemán fundado en Berlín el 9 de noviembre de 1918 por Karl Liebknecht y Rosa Luxemburgo para expresar las ideas de la Liga Espartaquista. Se convirtió en el órgano central del Partido Comunista de Alemania (KPD) desde su creación el 1 de enero de 1919. Desempeñó un importante papel durante la República de Weimar, pero fue prohibido tras el ascenso al poder de Adolf Hitler. A pesar de ello, siguió publicándose de manera ilegal hasta la Segunda Guerra Mundial. A partir de los años 70, diversos grupos comunistas minoritarios han retomado el nombre de este periódico para sus respectivas publicaciones.

## Inicios
El primer número de Die Rote Fahne se publicó en plena Revolución de Noviembre, el mismo día del anuncio de la abdicación de Guillermo II. El mediodía del 9 de noviembre de 1918, obreros y soldados revolucionarios liderados por el militante espartaquista Hermann Duncker ocuparon los locales del periódico conservador Berliner Lokal-Anzeiger. Con una edición ya bajo la prensa, no hubo tiempo más que para cambiar el título y la primera plana. El número del 10 de noviembre contenía las reivindicaciones centrales de la Liga Espartaquista: desarme de la policía, armamiento para el pueblo, disolución del Reichstag en beneficio de los Consejos de obreros y soldados que debían ser elegidos en toda Alemania.
Los locales del Lokal-Anzeiger que habían sido ocupados a pesar de las objeciones de Rosa Luxemburgo duraron poco tiempo en manos de los espartaquistas. A partir del 11 de noviembre, el antiguo periódico pudo volver a publicarse. El mismo día, estos se separaron del Partido Socialdemócrata Independiente de Alemania (USPD) del que habían formado el ala izquierda hasta entonces para constituirse en partido revolucionario independiente. La dirección de Die Rote Fahne quedó asegurada por Karl Liebknecht, Rosa Luxemburgo, August Thalheimer, Paul Levi, Paul Lange y Fritz Rück.
Un tercer número no pudo salir más que el 18 de noviembre, después de que se hubiera conseguir encontrar una imprenta dispuesta a trabajar para los espartaquistas. Mientras, se abrieron oficinas en Dresde, Kiel y Leipzig. El 14 de diciembre, Die Rote Fahne publicó el programa de la Liga Espartaquista que oponía radicalmente el poder de los Consejos Obreros al de la Asamblea Nacional por venir. El KPD, creado el 1 de enero de 1919 por la fusión de la Liga Espartaquista y otros grupos radicales de extrema izquierda, confirmó su papel de publicación principal del partido.
Rápidamente, el periódico fue tocado por la represión. Se le racionó el papel, lo que le impidió sacar más que cuatro páginas. Los locales de la redacción fueron tomados varias veces por soldados en diciembre de 1918. Por iniciativa de los Revolutionären Obleuten, se produjo una insurrección en Berlín en enero de 1919, tras el reenvío del prefecto de policía Emil Eichhorn, un militante del USPD. Rosa Luxemburgo y Karl Liebknecht, aunque no se encontraban en el origen de la insurrección, se solidarizaron con los insurrectos. Su periódico denunció la represión de los Freikorps reclutados por el socialdemócrata Gustav Noske entre los militares de extrema derecha. La edición del 15 de enero de 1919 fue confiscada en gran parte y la redacción fue de nuevo ocupada. Varios periodistas fueron arrestados. Otros consiguieron esconderse. Rosa Luxemburgo y Karl Liebknecht fueron asesinados poco después de su detención y sus cuerpos fueron arrojados a un canal. Después de su muerte, la Rote Fahne cambió varias veces de dirección.

## Durante la República de Weimar
Die Rote Fahne pudo volver a salir el 3 de febrero de 1919, pero volvió a ser golpeada por nuevas prohibiciones en marzo y abril. Durante los siguientes años, su publicación fue sometida a diversas interrupciones por periodos de una a dos semanas. Uno de los episodios más largos de interrupción duró de octubre de 1923 a marzo de 1924 tras la prohibición del KPD. Durante los periodos de ilegalidad, el periódico siguió publicándose clandestinamente en distintas imprentas y con diversos títulos. Se publicó bajo el nombre de Rote Sturmfahne o incluso el de Fahne der Revolution. Por aquella época, el periódico contaba entre sus redactores con Hermann Remmele, uno de los dirigentes del KPD.

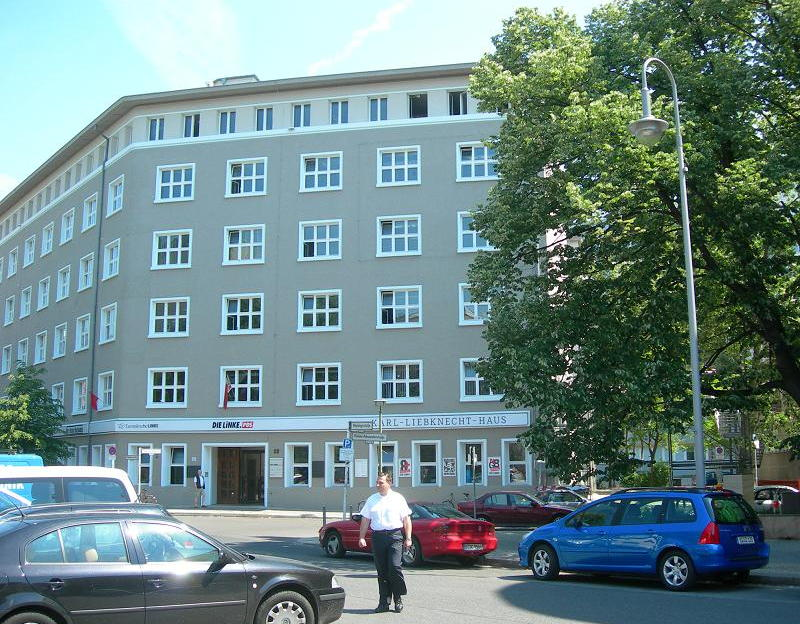
La Casa Karl Liebknecht (Karl-Liebknecht-Haus), fotografiada en 2007.

En 1926, la casa de edición y la redacción de Die Rote Fahne se instalaron en un mismo lugar, la Karl-Liebknecht-Haus (Casa Karl Liebknecht), situada en la pequeña Alexanderstraße, en el distrito Berlín-Mitte. Los trabajos de ampliación culminaron en julio de 1928. Se instaló una rotativa moderna en el sótano del ala de la Bartelstraße. Las obras de su instalación llegaron hasta el primer piso del inmueble.
Los sucesivos subtítulos de Die Rote Fahne fueron:
- hasta el 30 de diciembre de 1918, Zentralorgan des Spartakusbundes (Órgano central de la Liga Espartaquista);
- hasta el 19 de septiembre de 1920, Zentralorgan der Kommunistischen Partei Deutschlands (Spartakusbund) (Órgano central del Partido Comunista de Alemania (Liga Espartaquista))
- hasta 1942, Zentralorgan der kommunistischen Partei Deutschlands (Sektion der III. Kommunistischen Internationale) (Órgano central del Partido Comunista de Alemania (Sección de la Tercera Internacional Comunista).

Aunque la tirada del tercer número del periódico fue de 15.000 ejemplares, sobrepasó los 30.000 en octubre de 1920 y culminó en 130.000 en 1932. Una gran parte de las ventas estuvo asegurada en las calles por grupos de militantes comunistas que se constituían en redes de abonados. El precio de Die Rote Fahne en 1932 era de 60 pfennig por inscripción semanal y 2,60 marcos por inscripción mensual.
La extensión del periódico también varió con los años, de las no más de cuatro páginas de sus primeros números a las doce o catorce en 1926. A partir del 1 de enero de 1921, se publicaron dos ediciones, una matutina y una vespertina, salvo los domingos y lunes, que contaban con una única edición. Durante algunos periodos, la edición del lunes fue suspendida, de forma definitiva a partir de agosto de 1928.
Paralelamente a Die Rote Fahne, órgano central del KPD, durante los años 20 hubo varios periódicos regionales del Partido, como por ejemplo la Münchner rote Fahne, la Rote Fahne der Lausitz, la Rote Fahne Westfalens y la Oberschlesische rote Fahne.

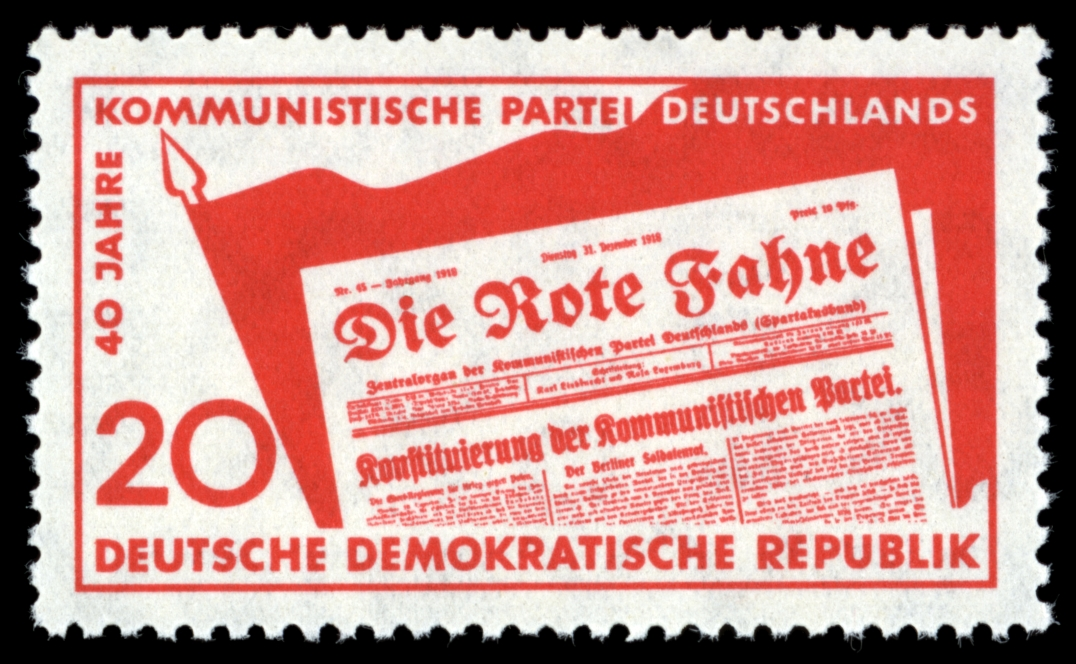
Sello de la RDA.

Hasta 1933, en primera plana se encontraban generalmente dibujos y caricaturas políticas, impresos en rojo y negro a partir de 1924, obras de Helen Ernst, de George Grosz o incluso de un adepto de los collages y fotomontajes, John Heartfield. Entre los artículos políticos de actualidad, se podía leer a comienzos de los años veinte una novela en formato folletín y una correspondencia obrera, después, a partir de 1930, una sección deportiva. También había información sobre los programas de la radio y una sección sobre las «películas proletarias». La crónica titulada «Lo que te interesa», informaba a los lectores sobre asuntos técnicos y de salud en un lenguaje simple. La selección la completaban artículos sobre la historia del partido y de la teoría marxista para facilitar la autoformación de los lectores en la sección «Selbstbildungsecke».
Además del periódico en sí, existían hasta 1933 suplementos temáticos semanales que se vendían los domingos. Cabe reseñar los títulos siguientes:
- Tribüne der proletarischen Frau (Tribuna de la mujer proletaria),
- Die werktätige Frau (La mujer activa),
- Für die proletarische Jugend (Para la juventud proletaria),
- Wirtschaftsrundschau (Revista económica),
- Literatur-Rundschau (Revista literaria) a partir de 1931,
- Die rote Faust (El puño rojo),
- Die Kommunistin (La comunista),
- Der kommunistische Gewerkschafter (El sindicado comunista)
- y Klassenjustiz – Mitteilungen der Roten Hilfe Berlin – Brandenburg (Justicia de clase - Las noticias de Socorro Rojo Berlín-Brandeburgo).

También había una revista ilustrada, Der Rote Stern (La estrella roja).

## Durante el nazismo
El 23 de febrero de 1933, tras el ascenso al poder de Hitler, el KPD, pronunciado responsable del incendio del Reichstag, fue ilegalizado. La policía y las SA ocuparon la Casa Karl Liebknecht. Al día siguiente, fue clausurada oficialmente y la Rote Fahne prohibida. Sin embargo siguió publicándose al margen de la ley hasta 1942, aunque su extensión y la frecuencia de su publicación fluctuaron a merced de las circunstancias. En 1935, se editaba la Rote Fahne en Praga, posteriormente se publicó en Bruselas, de 1936 a 1939, defendiendo una línea antifascista. El comienzo de la Segunda Guerra Mundial marcó el fin de la publicación regular, y disminuyeron la calidad y la frecuencia de impresión. Los últimos números fueron escritos a máquina, mimeografiados y difundidos de forma conspirativa. Numerosos colaboradores del periódico fueron deportados a campos de concentración y asesinados.
Die Rote Fahne no volvió a aparecer después de 1945. Los comunistas de las zonas de ocupación occidentales editaron un periódico titulado Deutsche Volkszeitung. Los de la zona de ocupación soviética, después de crear el Partido Socialista Unificado de Alemania (SED), editaron a partir de 1946 el Neues Deutschland, que fue el diario del SED durante los años de la República Democrática Alemana. El título Rote Fahne fue disputado a partir de 1968 entre grupúsculos que se proclamaban estalinistas, maoístas o trotskistas, pero ninguna de estas publicaciones consiguió jamás una tirada comparable a la Rote Fahne histórica.